# Isla de la Plata
Isla de la Plata (dosł. srebrna wyspa) – niezamieszkana wyspa należąca do Ekwadoru, leżąca w granicach prowincji Manabí. Jest częścią Parku Narodowego Machalilla.
Fauna wyspy to m.in. głuptak niebieskonogi, głuptak czerwononogi, głuptak galaposki oraz uchatka patagońska. W tamtejszych wodach można spotkać delfinka wysmukłego.
Na wyspie znajduje się sanktuarium z czasów Inków.